# 比利馬龍隊體育會
金沙萨恶龙体育协会俱乐部（英語：Amicale Sportive Dragons） 是民主刚果的一支足球队，隶属于国家最高级别的刚果民主共和国足球甲级联赛，球队位于金沙萨。 （页面存档备份，存于）球队的主场是12月24日体育场（Stade 24 Novembre），俱乐部之前称作巴利玛体育协会。

## 成绩
- 非洲联赛冠军杯亚军: 2次

1980, 1985
- 刚果民主共和国足球甲级联赛: 3次

1979, 1982, 1984
- 刚果杯: 1次

1965

## 非冠战绩
- 非洲联赛冠军杯: 参赛4次

1966: 首轮
1980: 亚军
1983: 四分之一决赛
1985: 亚军
- 非洲优胜者杯: 参赛4次

1997 - 第二轮退出
1998 - 第二轮
1999 - 四分之一决赛
2000 - 首轮